# The Austin Chronicle
The Austin Chronicle est un hebdomadaire américain alternatif, au format tabloïd, publié tous les jeudis à Austin au Texas.

## Historique
Le journal a été publié pour la première fois le 4 septembre 1981.